# دورچستر، دورست
latitudeدورچستر، دورستlongitudeدورچستر، دورست
دورچستر، دورست (به انگلیسی: Dorchester, Dorset) یک شهرک در بریتانیا است که در انگلستان واقع شده‌است.

## خصوصیات
دورچستر ۱۹٬۰۶۰ نفر جمعیت دارد.

## خواهرخوانده
شهر بایو، فرانسه خواهرخواندهٔ دورچستر، دورست هست.